# Região Geográfica Imediata de São Sebastião do Paraíso
A Região Geográfica Imediata de São Sebastião do Paraíso é uma das 70 regiões imediatas do estado de Minas Gerais, uma das 10 regiões imediatas que compõem a Região Geográfica Intermediária de Varginha e uma das 509 regiões imediatas do Brasil, criadas pelo IBGE em 2017.

## Municípios
É composta por 5 municípios.
| Município                | População Estimativa 2019 | Área (km²) |
| ------------------------ | ------------------------- | ---------- |
| Itamogi                  | 10 192                    | 237        |
| Jacuí                    | 7 686                     | 409        |
| Monte Santo de Minas     | 21 524                    | 592        |
| São Sebastião do Paraíso | 70 956                    | 814        |
| São Tomás de Aquino      | 7 021                     | 277        |
| Total                    | 117 379                   | 2 331      |

## Estatísticas
Tem uma população estimada pelo IBGE para 1.º de julho de 2019, de 117 379 habitantes e uma área total de 2 331 km².